# Bassiste
Pour l’article ayant un titre homophone, voir Baassiste.
 (avril 2018).
Si vous disposez d'ouvrages ou d'articles de référence ou si vous connaissez des sites web de qualité traitant du thème abordé ici, merci de compléter l'article en donnant les références utiles à sa vérifiabilité et en les liant à la section « Notes et références ».
En musique populaire, un bassiste est un musicien jouant de la basse.

## Rôle traditionnel du bassiste dans un groupe
Le bassiste constitue la colonne vertébrale harmonique des morceaux joués par un chanteur ou un groupe. En duo avec le batteur, ils assurent la cohésion rythmique. C'est aussi ce que l'on appelle le « groove basse/batterie ». Il permet aussi la cohésion entre la batterie et la (ou les) guitare(s) en marquant le rythme, tout en suivant les notes joués par les guitaristes. L'association basse/batterie fournit un appui pour le reste du groupe. Ce sont ces deux musiciens principalement (aidés parfois par le guitariste rythmique) que l'on désigne par « section rythmique ».
Le rôle du bassiste a considérablement évolué sous l'influence de nombreux musiciens, notamment Chris Squire, Jaco Pastorius, Steve Harris, Cliff Burton, Lemmy Kilmister, Geezer Butler, Roger Glover, John Paul Jones, Duff McKagan, Tony Levin, Paul McCartney, John Entwistle, Geddy Lee, Joey DeMaio, Billy Sheehan, Larry Graham, Stanley Clarke, Bernard Edwards, Carol Kaye, James Jamerson, Les Claypool ou Michael Balzary alias "Flea".
Les bassistes électriques jouent de la basse. Dans la plupart des genres rock, pop, métal et country, la ligne de basse décrit l'harmonie de la musique jouée, tout en indiquant simultanément l'impulsion rythmique. De plus, il existe de nombreux types de lignes de basse standard différents pour divers genres de musique (par exemple, ballade blues, swing rapide, etc.). Les lignes de basse mettent souvent l'accent sur la note fondamentale, avec un rôle secondaire pour le tiers et le cinquième de chaque  accord utilisé dans une chanson donnée. De plus, les tonalités de pédale (notes simples répétées ou maintenues), les ostinato et les riff de basse sont également utilisés comme lignes de basse. Alors que la plupart des bassistes électriques jouent rarement des accords (trois notes ou plus sonnent toutes en même temps), ces accords sont utilisés dans certains styles, en particulier funk, R&B , soul, jazz, latin et heavy metal.
En 2020, le magazine américain Rolling Stone publie une liste des 50 plus grands bassistes de tous les temps.

## Galerie

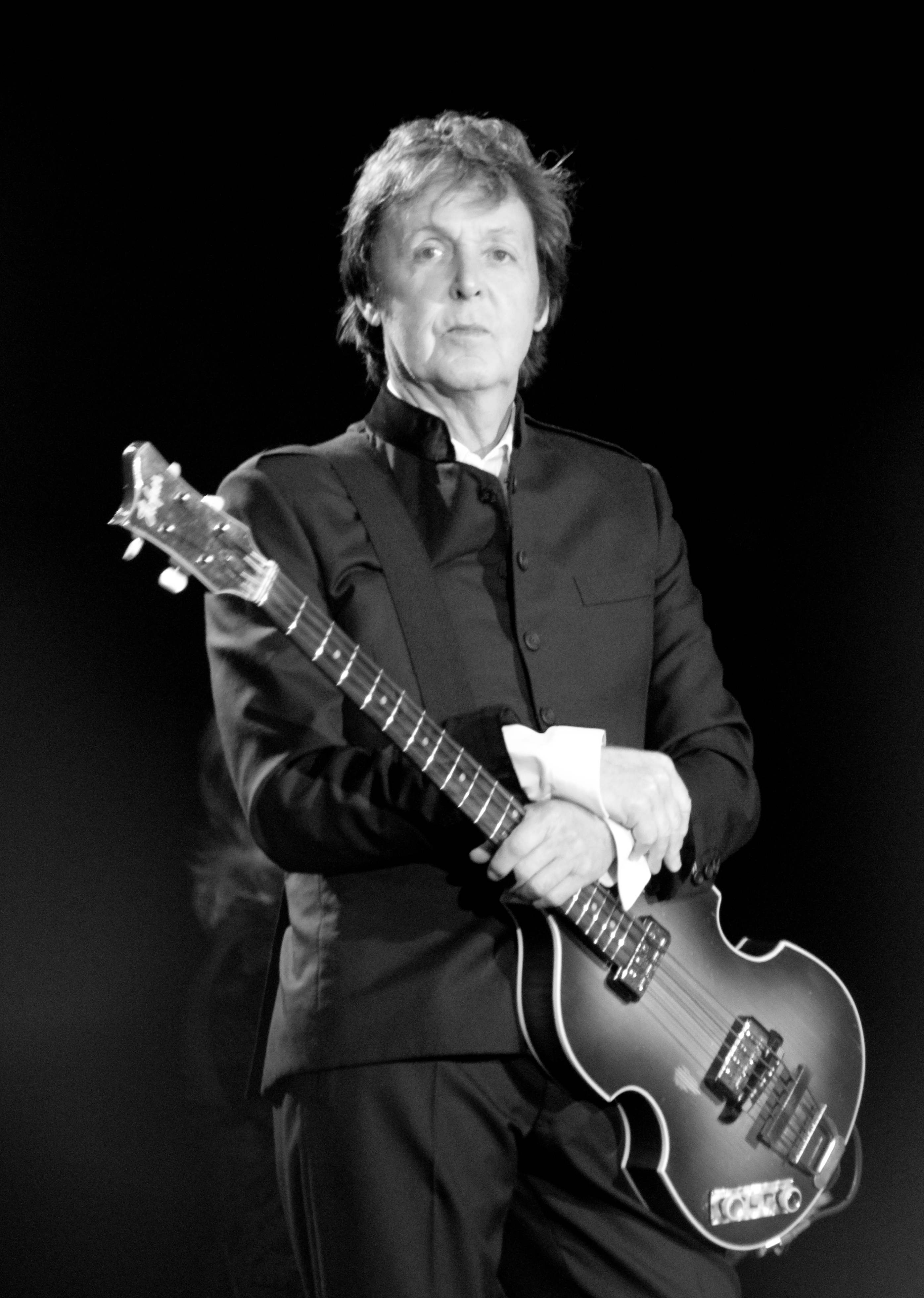
Paul McCartney, bassiste britannique des Beatles.
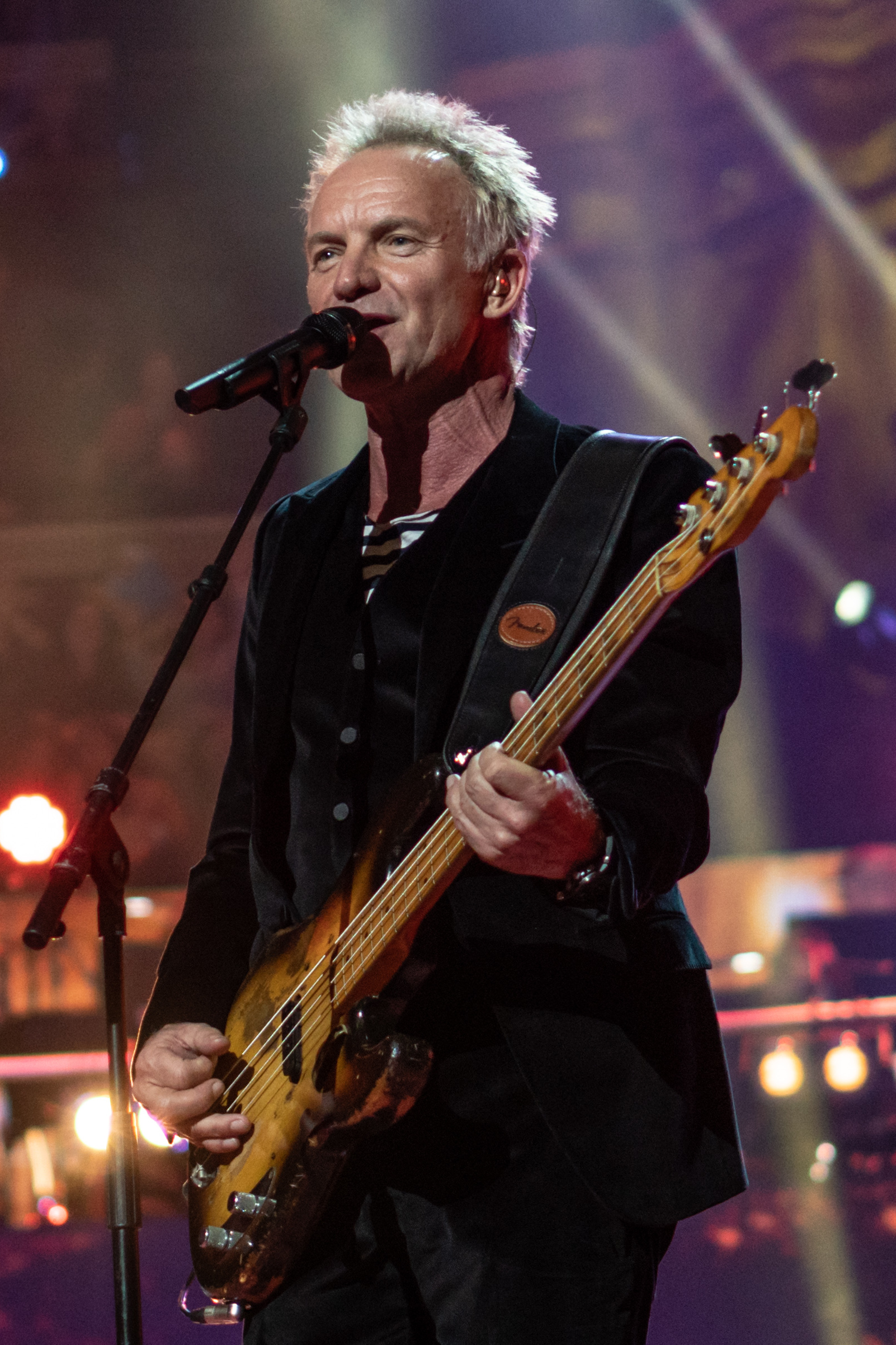
Sting, bassiste britannique de The Police et musicien solo.
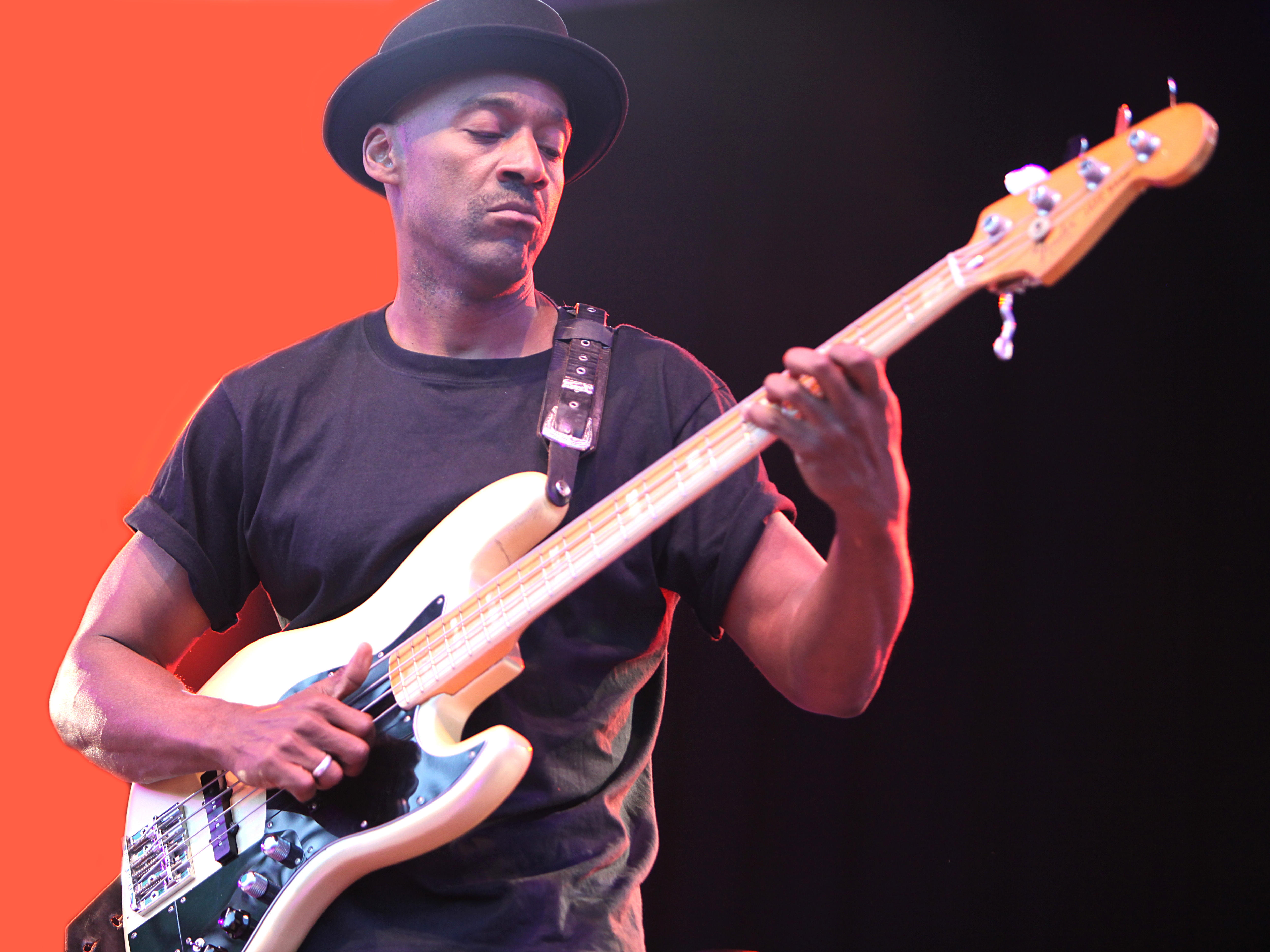
Marcus Miller, bassiste américain de jazz funk connu pour sa technique de slap.
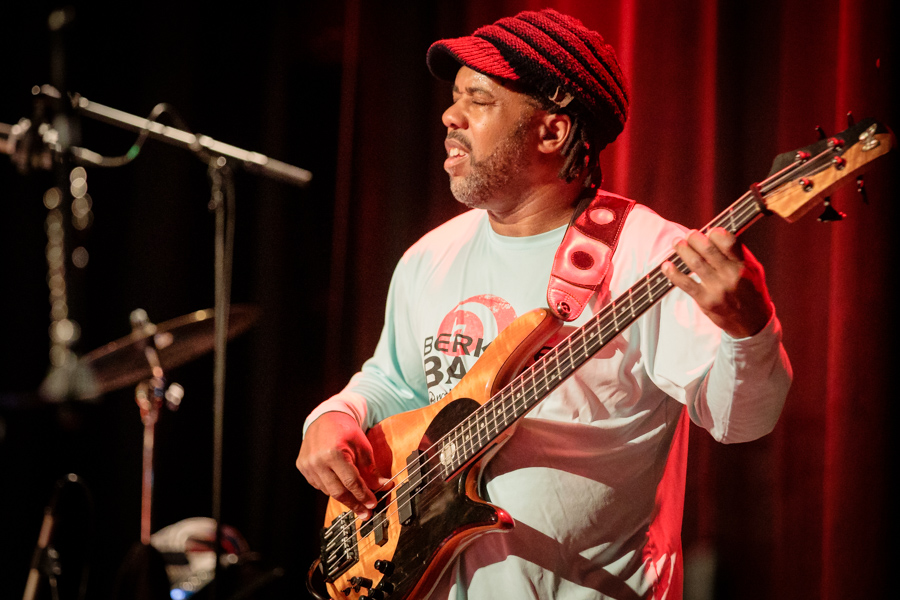
Victor Wooten, bassiste américain de funk.
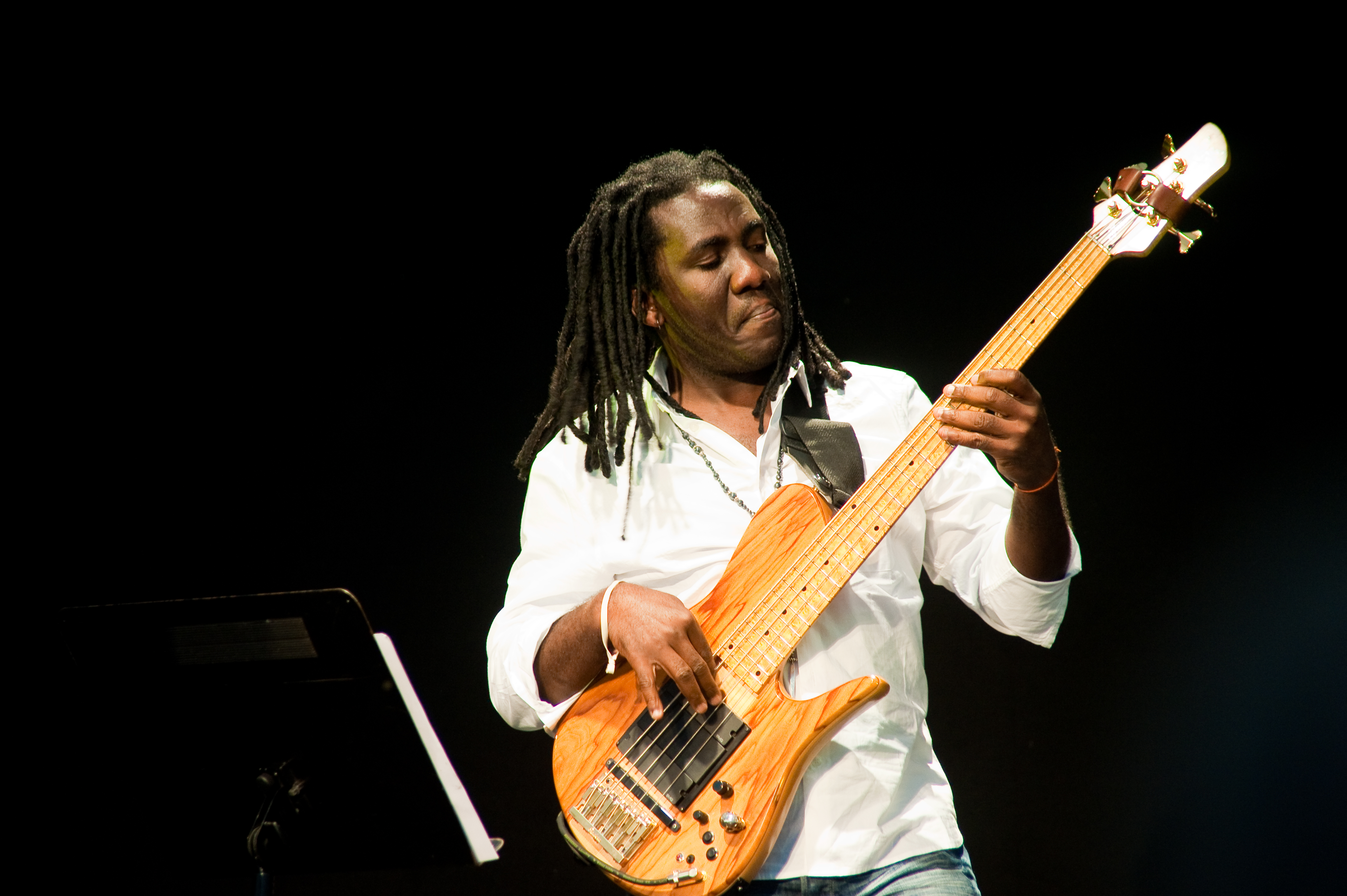
Richard Bona, bassiste camerounais.
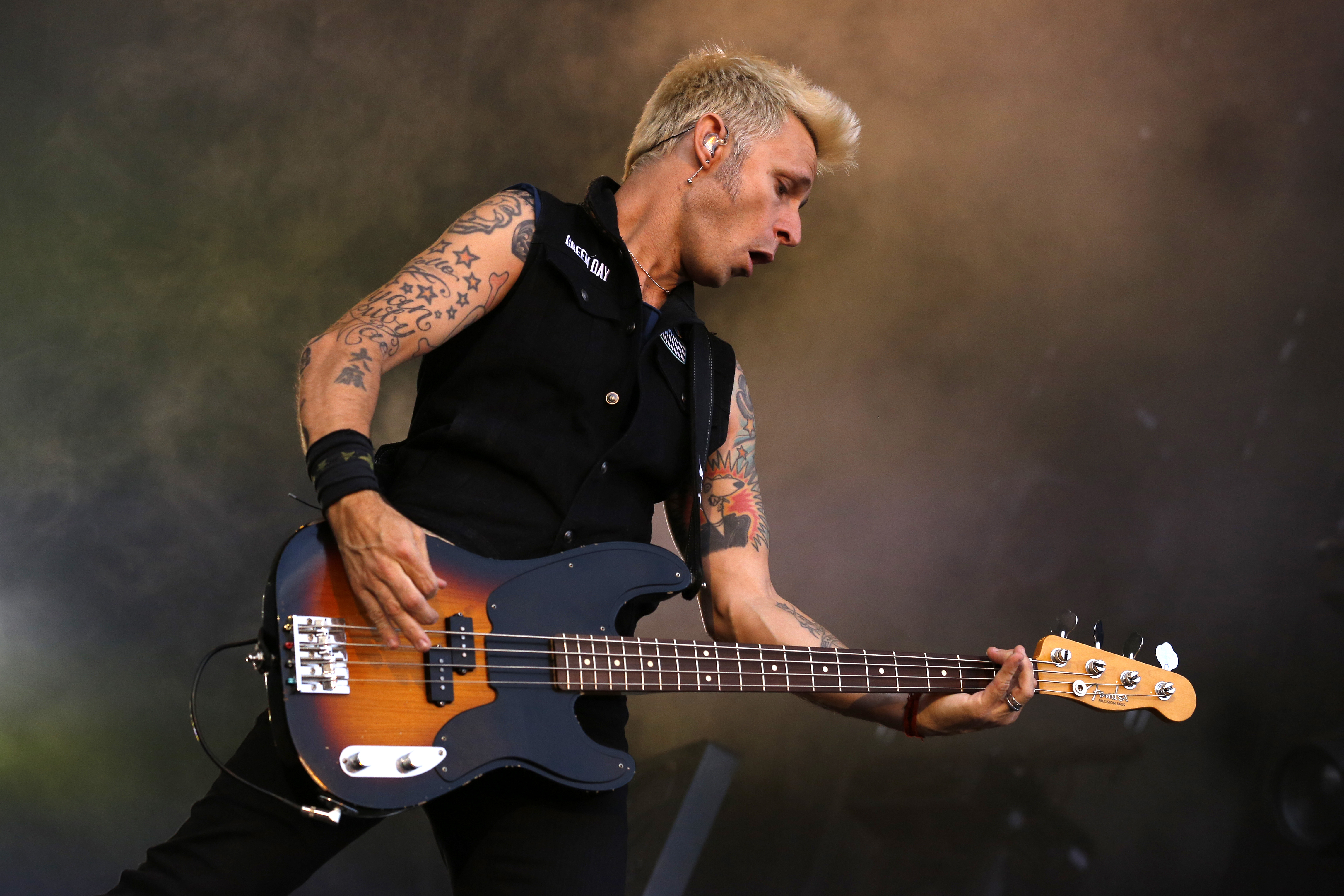
Mike Dirnt, bassiste américain de punk rock dans le groupe Green Day.
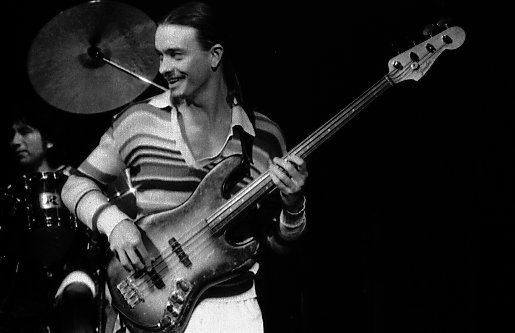
Jaco Pastorius, bassiste américain de jazz jouant sur fretless.
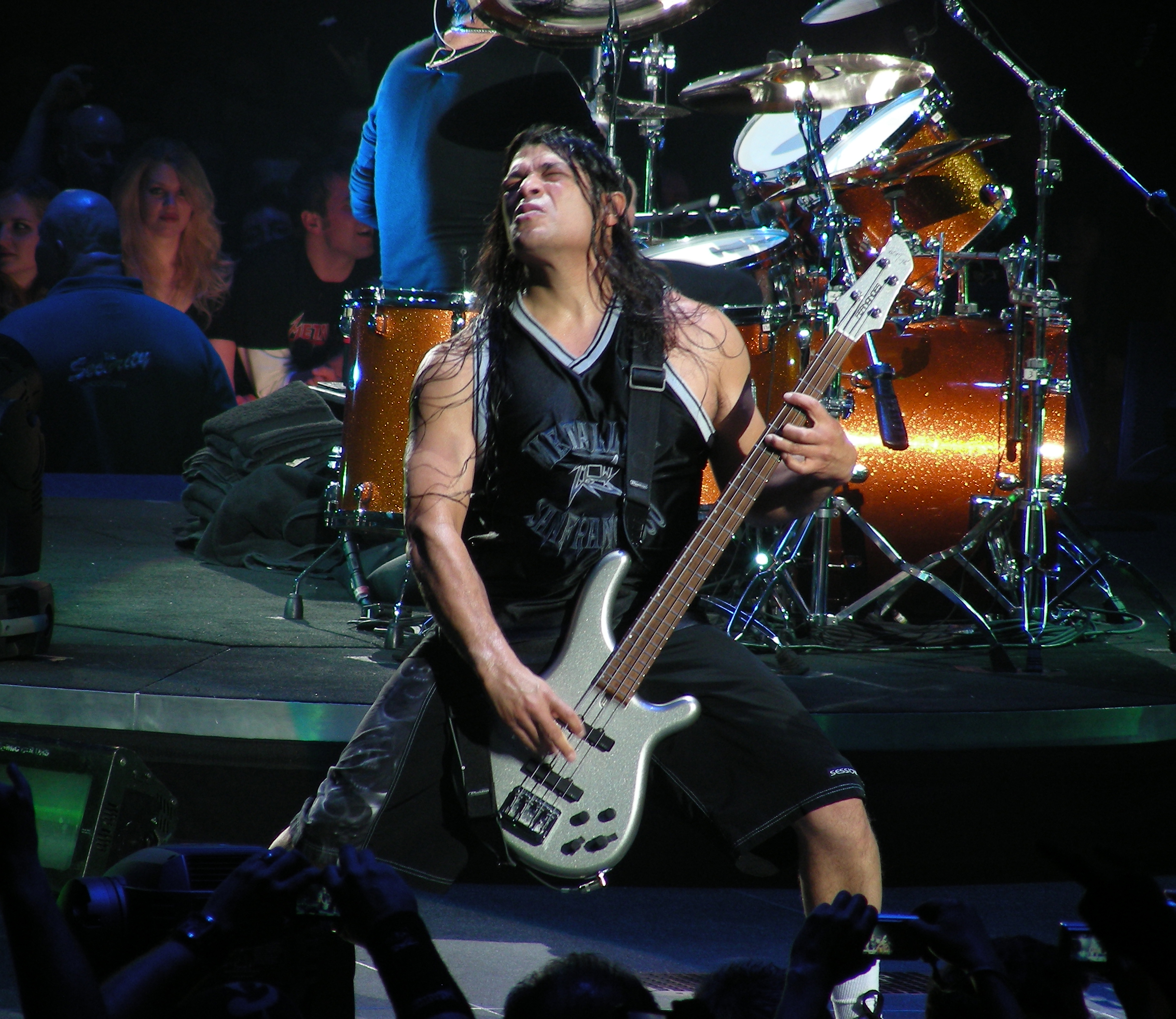
Robert Trujillo, bassiste américain de metal dans Metallica.
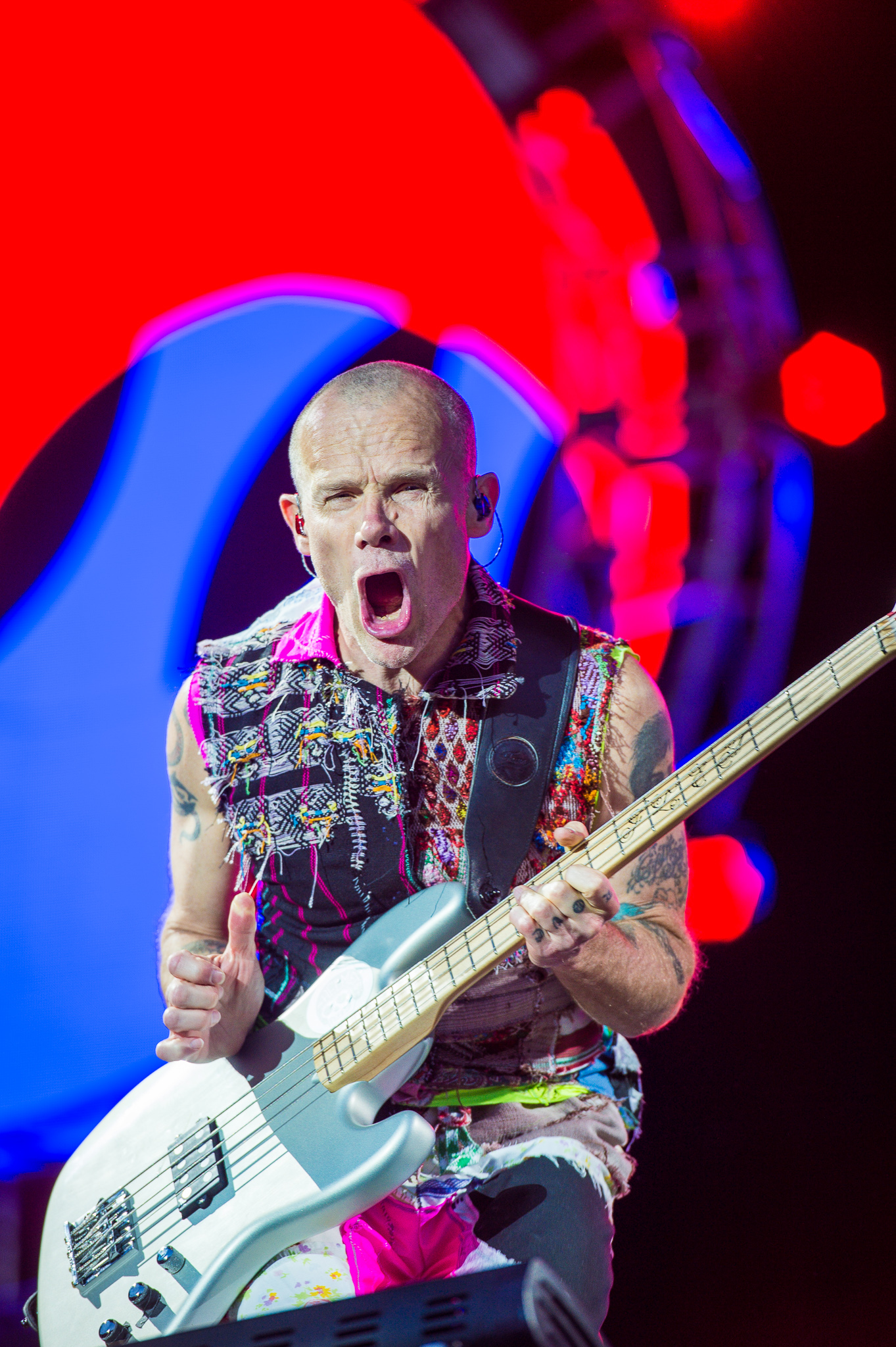
Flea, bassiste américain de funk rock dans les Red Hot Chili Peppers.
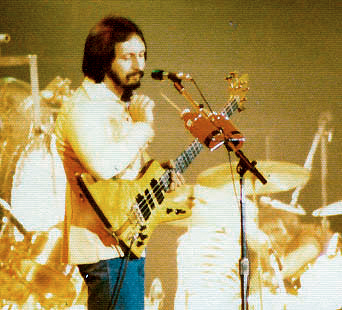
John Entwistle, bassiste britannique de rock dans The Who.
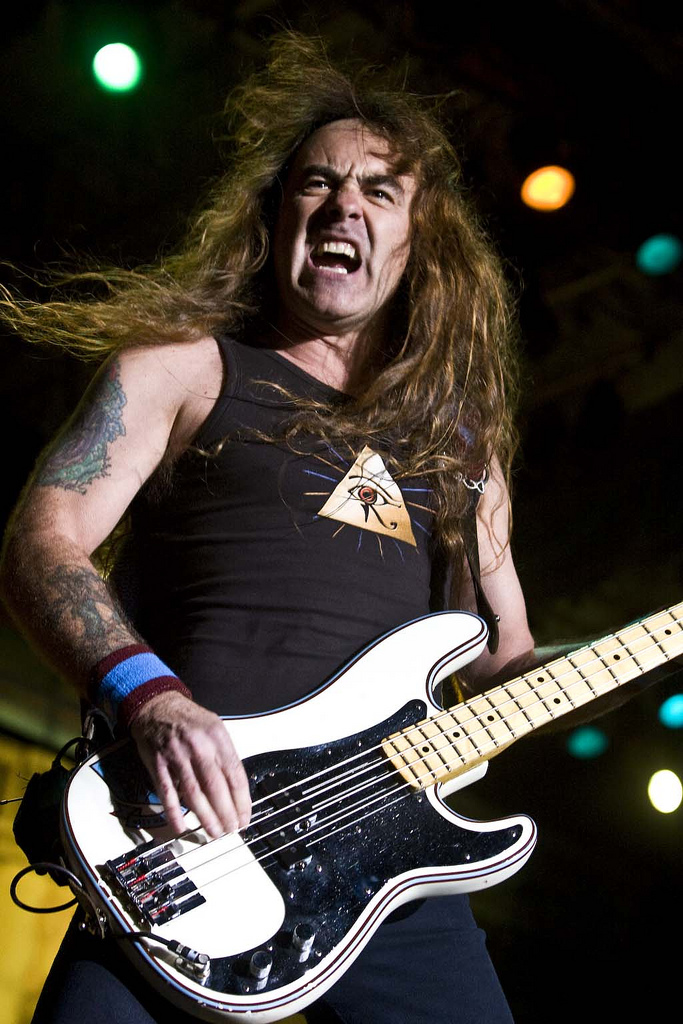
Steve Harris, bassiste britannique de heavy metal dans Iron Maiden.
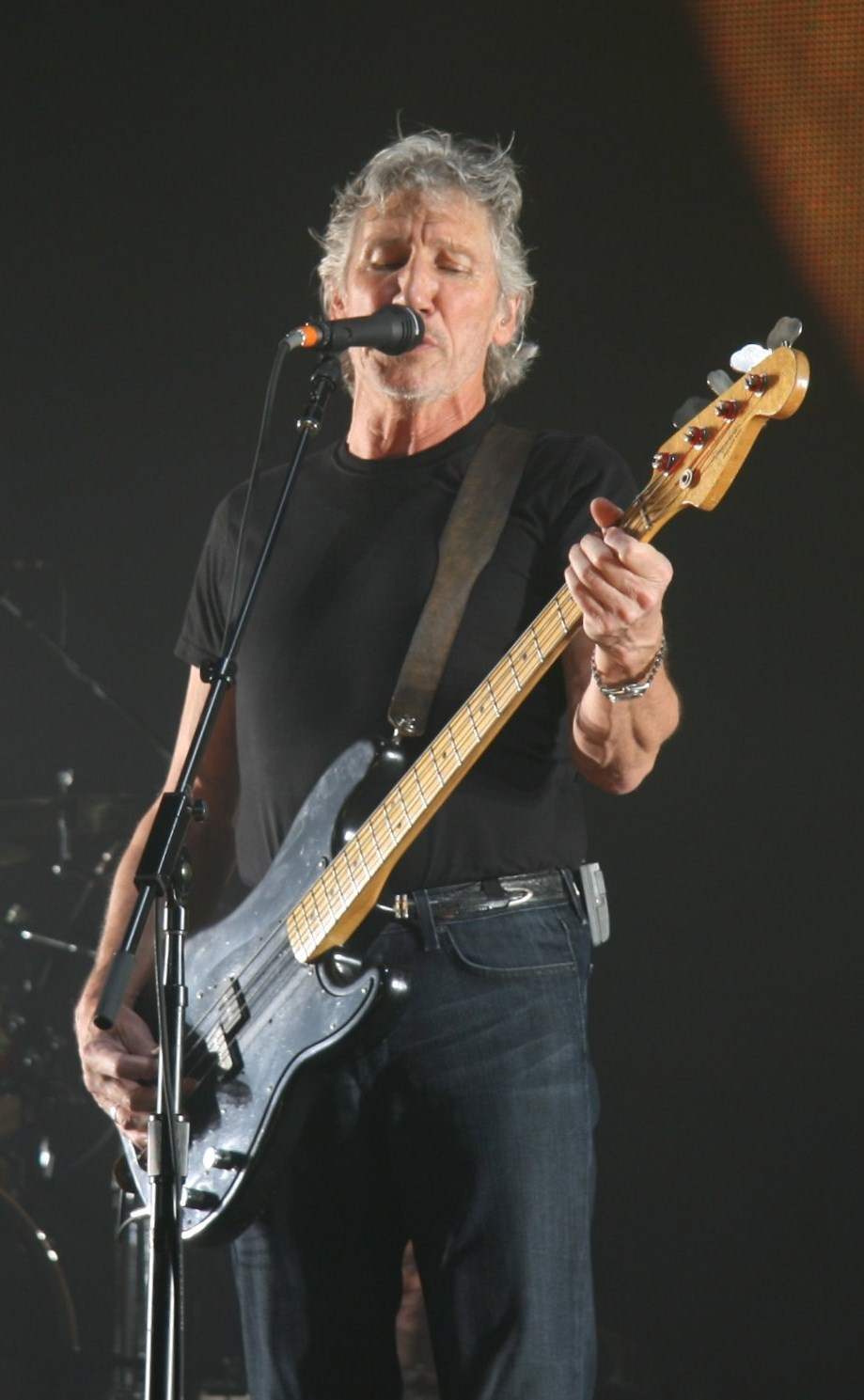
Roger Waters, bassiste britannique de rock progressif avec Pink Floyd.
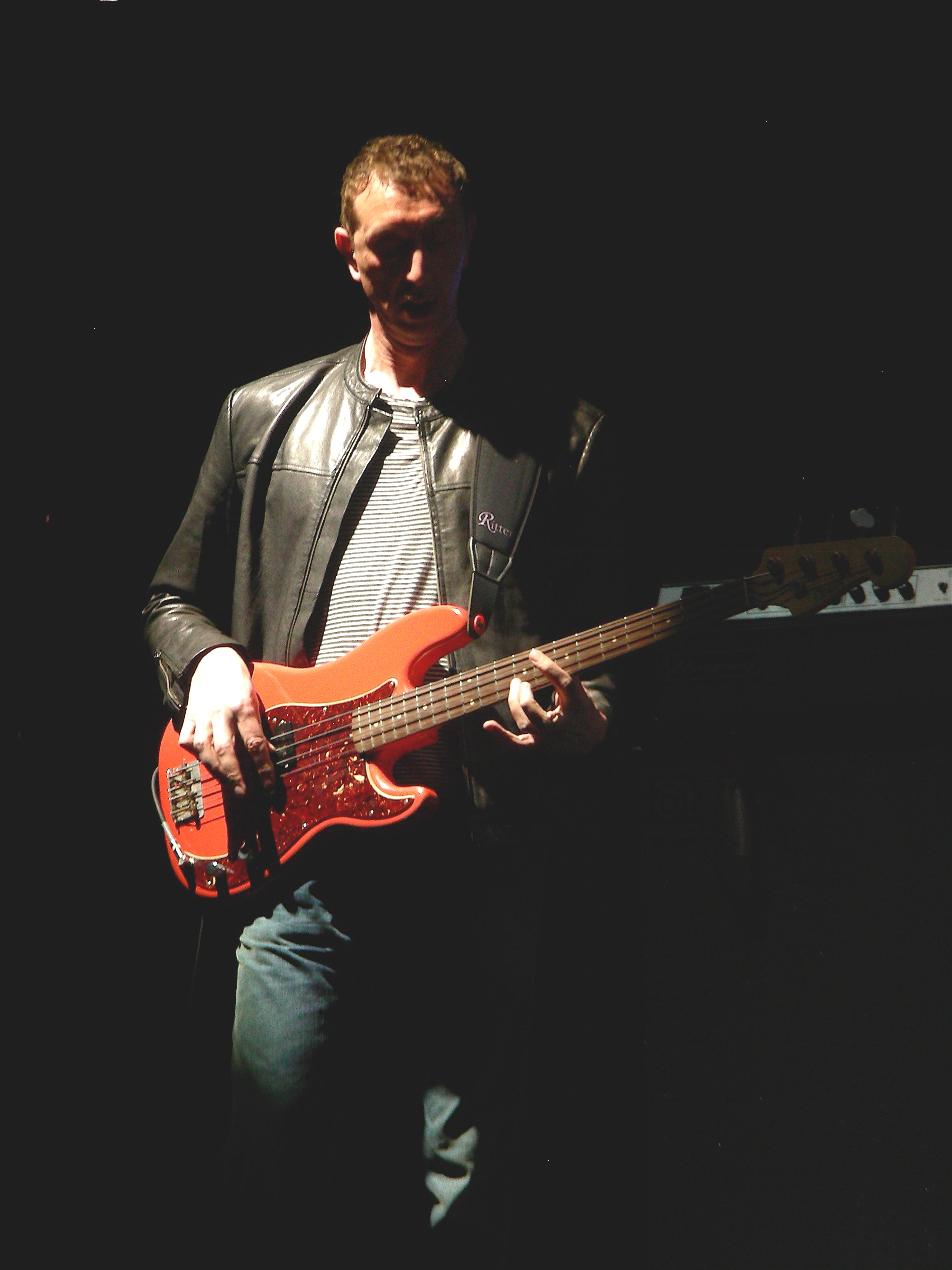
Pino Palladino, bassiste britannique de rock, funk et rhythm and blues.
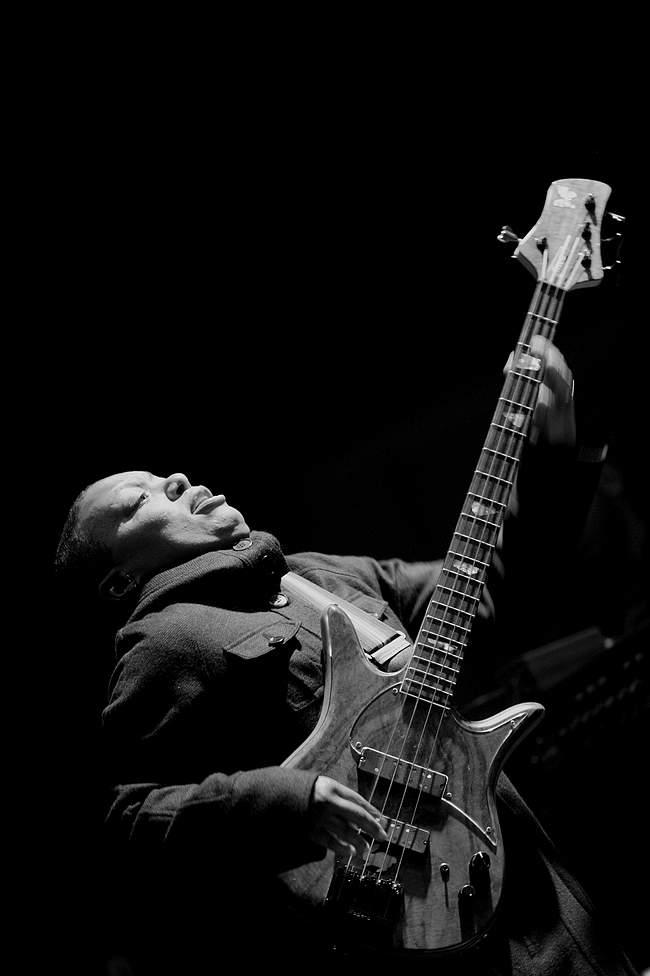
Meshell Ndegeocello, bassiste américaine de neo soul.
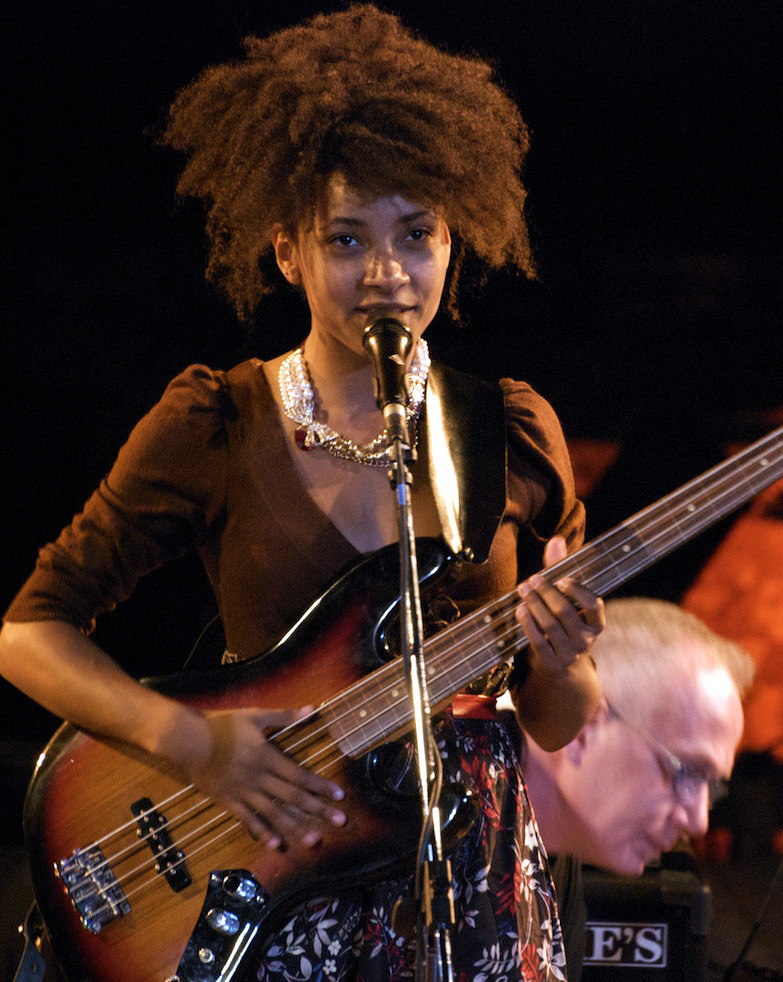
Esperanza Spalding, bassiste et contrebassiste de jazz.
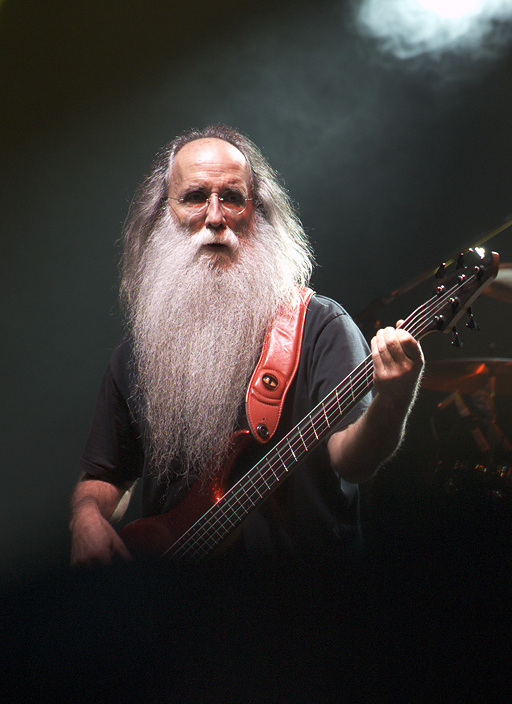
Leland Sklar, bassiste de studio et de session pop et rock.
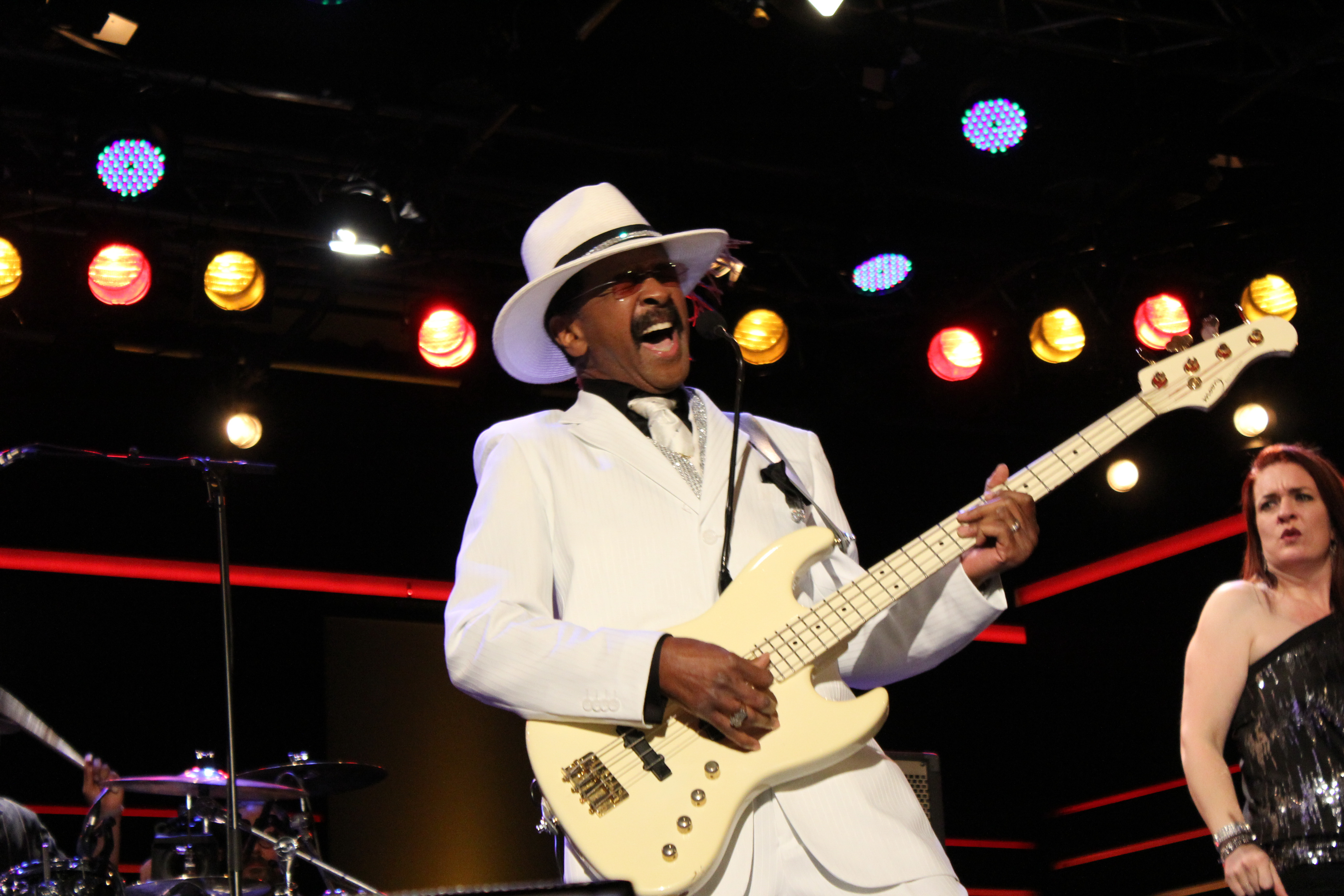
Larry Graham, bassiste de funk et inventeur du slap.
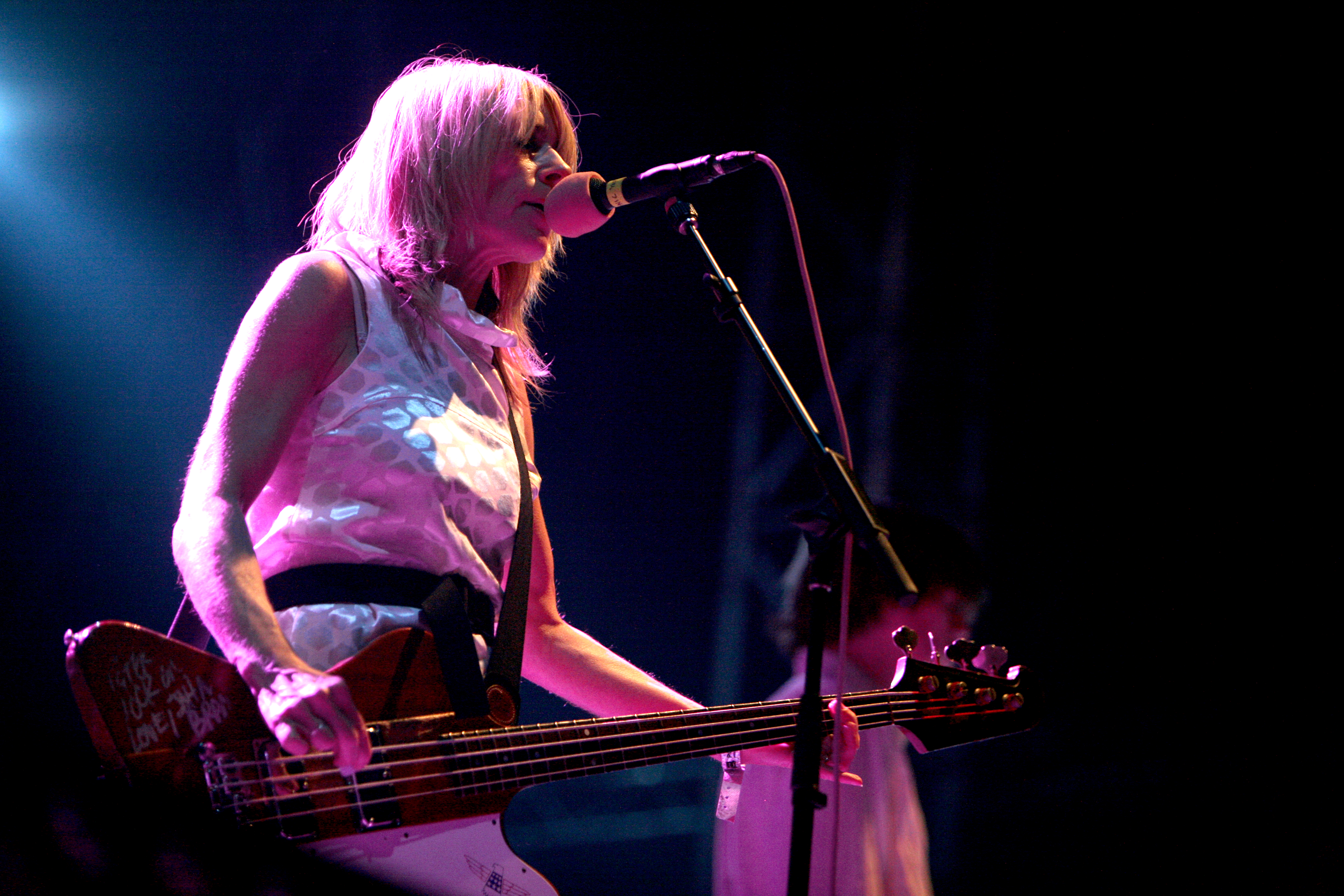
Kim Gordon, bassiste de rock alternatif dans Sonic Youth.
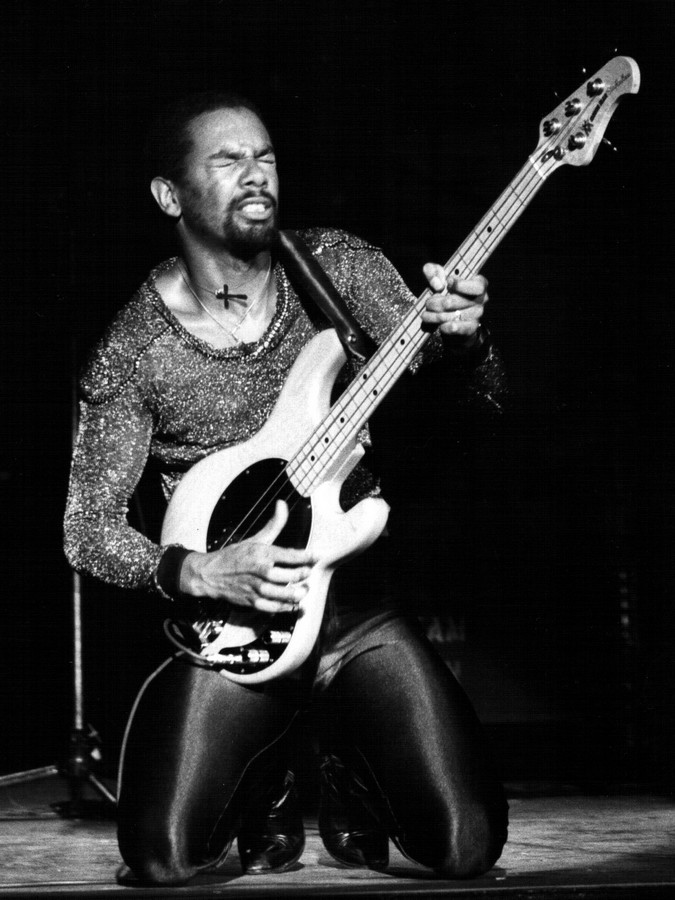
Louis Johnson, bassiste de funk, notamment pour Michael Jackson.
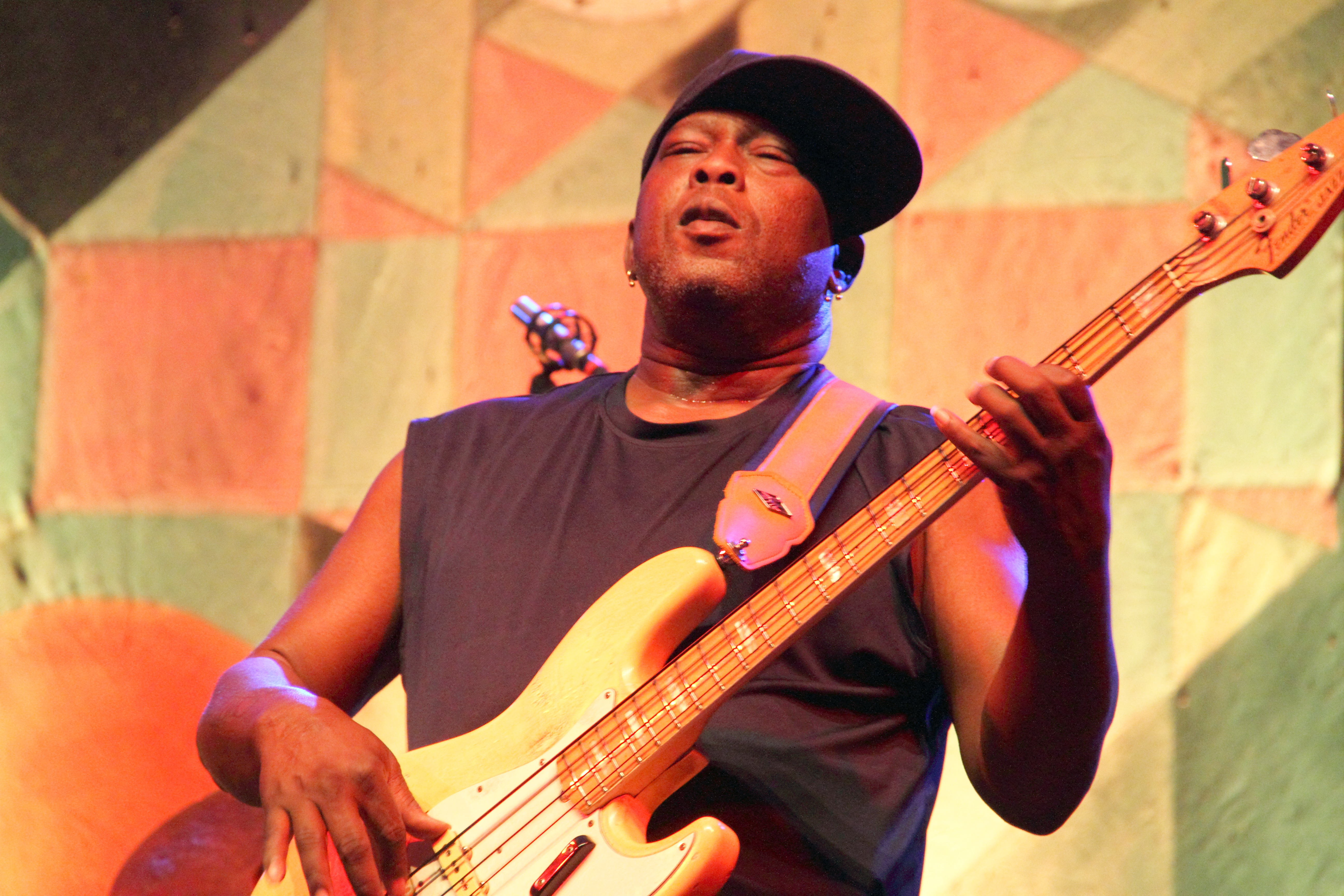
Robbie Shakespeare, bassiste de reggae.

## Liste de bassistes notables
- Michael Anthony (Van Halen)
- Jeff Ament (Pearl Jam)
- Kevin Ayers (Soft Machine, The Whole World)
- Victor Bailey (Weather Report)
- Adou Elisée (Insaac Ivoirian)
- Steve Bailey (Victor Wooten, Dizzy Gillespie, Michel Camilo)
- Ronnie Baker (MFSB, Philly soul)
- Michael « Flea » Balzary (Red Hot Chili Peppers)
- Robert « Kool » Bell (Kool and the Gang)
- Guy Berryman (Coldplay)
- Trevor Bolder (Spiders from Mars)
- Rex Brown (Pantera)
- Jack Bruce (Cream)
- Jean-Jacques Burnel (The Stranglers)
- Boz Burrell (Centipede, King Crimson, Snape, Bad Company)
- Cliff Burton (Trauma, Metallica)
- Geezer Butler (Black Sabbath, G//Z/R, Ozzy Osbourne)
- Tony Campos (Fear Factory, Soulfly, Static-X)
- Alain Caron (UZEB)
- Justin Chancellor (Tool)
- Stanley Clarke (Chick Corea, Return to Forever)
- Adam Clayton (U2)
- Les Claypool (Primus)
- Tommy Cogbill (Aretha Franklin)
- Bootsy Collins (P-Funk)
- Tim Commerford (Rage Against the Machine, Audioslave)
- Glenn Cornick (Jethro Tull, Wild Turkey, Karthago, Paris)
- Steve Currie (T. Rex)
- Melvin Lee Davis (Chaka Khan, The Pointer Sisters, Gladys Knight & the Pips)
- John Deacon (Queen)
- Michael Dempsey (The Cure, Associates, The Lotus Eaters, Presence, Levinhurst)
- Steve DiGiorgio (Death, Testament)
- Mike Dirnt (Green Day)
- Gail Ann Dorsey (David Bowie)
- Donald « Duck » Dunn (Booker T. and the M.G.'s, Stax Records)
- Nathan East (Eric Clapton, Fourplay, Phil Collins, Philip Bailey, Peter Gabriel)
- Tommy Caldwell (The Marshall Tucker Band)
- Bernard Edwards (Chic)
- David Ellefson (Megadeth)
- John Entwistle (The Who)
- Dave Farrell (Linkin Park)
- Herbie Flowers (T. Rex, David Bowie, Lou Reed, Elton John, Roy Harper, Al Kooper)
- Steve Fossen (The Army, White Heart, Heart
- Nikolai Fraiture
- Andy Fraser (Free)
- Peter Giles (Giles, Giles and Fripp, King Crimson)
- Billy Gould (Faith No More)
- Roger Glover (Episode Six, Deep Purple, Rainbow, Gillan & Glover, Gillan's Inn)
- Duff McKagan (Guns N' Roses)
- Simon Gallup (The Cure, Fools Dance)
- John Glascock (The Gods, Chicken Shack, Maddy Prior, Jethro Tull
- Colin Greenwood (Radiohead)
- Kim Gordon (Sonic Youth)
- Larry Graham (Sly and the Family Stone, Graham Central Station)
- Stuart Hamm (Joe Satriani, Steve Vai, Frank Gambale)
- Jeffrey Hammond (Jethro Tull)
- Jimmy Haslip
- Steve Harris (Iron Maiden)
- Joey DeMaio (Manowar)
- Gordon Haskell (The League of Gentlemen, The Fleur de Lys, (King Crimson)
- Dave Hewitt - Babe Ruth
- Marco Hietala (Nightwish, Tarot)
- Peter Hook (Joy Division) (New Order)
- Hugh Hopper (Daevid Allen Trio, The Wilde Flowers, Soft Machine, SoftWorks
- Mark Hoppus (Blink-182, Simple Creatures)
- Mike Howlett (Gong, Strontium 90, The Radio Actors)
- Anthony Jackson
- Lee Jackson (Gary Farr & The T-Bones, The Nice, Refugee)
- James Jamerson (The Funk Brothers)
- Neil Jason (Cyndi Lauper, Dire Straits, The Brecker Brothers, Roxy Music, Paul Simon, John Lennon, David Sanborn, Saturday Night Live Band, CBS Orchestra)
- Jerry Jemmott (King Curtis)
- Louis Johnson (Brothers Johnson, Michael Jackson, Quincy Jones, George Duke)
- Darryl Jones (Miles Davis, Sting, Eric Clapton, The Rolling Stones)
- John Paul Jones (Led Zeppelin, Them Crooked Vultures)
- Mick Karn (Japan)
- Carol Kaye (musicienne de studio)
- Mark King (Level 42)
- Abraham Laboriel (Koinonia (en))
- Greg Lake (King Crimson, Emerson, Lake and Palmer, Emerson, Lake and Powell, Asia)
- Geddy Lee (Rush)
- Tony Levin (Peter Gabriel King Crimson)
- Georg Listing (Tokio Hotel)
- Phil Lynott (Thin Lizzy)
- Mani (en) (The Stone Roses, Primal Scream)
- Ryan Martinie (Mudvayne)
- Paul McCartney (The Beatles, Wings)
- Paul McGuigan (Oasis)
- Ben McKee (Imagine Dragons)
- Marcus Miller (Jazz, funk, fusion)
- George Murray (David Bowie
- John Myung (Dream Theater)
- Jason Newsted (Voivod, Metallica, Ozzy Osbourne)
- Dominique Nicolas (Indochine)
- Nick O'Malley (Arctic Monkeys)
- Pino Palladino (The Who, Roy Hargrove, Steve Gadd)
- Jaco Pastorius (Pat Metheny, Weather Report)
- John Patitucci (Chick Corea)
- Wayne Pedzwater (Buddy Rich, Michael Jackson, Blood, Sweat and Tears)
- Dave Pegg (Fairport Convention, Jethro Tull, Alan Simon, Excalibur, Anne de Bretagne, Dan Ar Braz)
- Nic Potter (Van der Graaf Generator
- Guy Pratt (Bryan Ferry, Pink Floyd, David Gilmour)
- Pino Presti (Gerry Mulligan, Astor Piazzolla, Quincy Jones, Wilson Pickett, Shirley Bassey, Mina)
- Chuck Rainey (Crossover, R&B)
- Kira Roessler (en) (Black Flag)[2]
- Carmine Rojas (David Bowie)
- Mike Rutherford (Genesis, Mike and the Mechanics)
- Mel Schacher (en) (Grand Funk Railroad)
- Steven Severin (Siouxsie and the Banshees)
- Billy Sheehan (Niacin, Mr. Big, Steve Vai, David Lee Roth)
- Ben Shepherd (Soundgarden)
- Paul Simonon (The Clash)
- Chris Squire (The Syn, Yes)
- Sting (The Phoenix Jazzmen, Newcastle Big Band, Last Exit, The Police, Strontium 90, The Radio Actors)
- Daryl Stuermer (Jean-Luc Ponty, George Duke, Sweetbottom, Genesis, Phil Collins)
- Jeroen Paul Thesseling (Obscura, Pestilence)
- Fred Thomas (en) (James Brown)
- Phil Thornalley (The Cure)
- Robert Trujillo (Suicidal Tendencies, Metallica)
- Sid Vicious (Sex Pistols)
- Tony Visconti (David Bowie)
- Mikey Way (My Chemical Romance)
- Roger Waters (Pink Floyd)
- Mike Watt (Minutemen, Firehose)
- Norman Watt-Roy (The Blockheads (en))
- Willie Weeks (David Bowie
- John Wetton (Mogul Thrash, Family, King Crimson, Bryan Ferry, Uriah Heep, UK, Wishbone Ash, Atoll, Asia, Qango
- Tina Weymouth (Talking Heads)
- Doug Wimbish (The Sugarhill Gang)
- Nicky Wire (en) (Manic Street Preachers)
- Victor Wooten
- Bill Wyman (The Rolling Stones)